# Sigillskrift

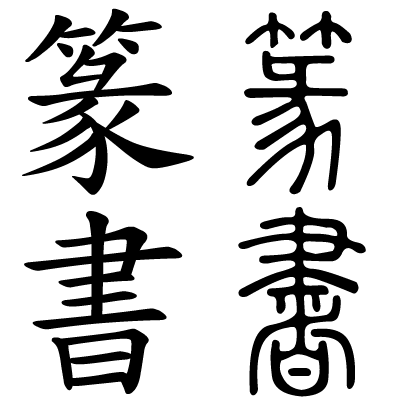
Sigillskrift (till höger) jämfört med normalstil (till vänster)

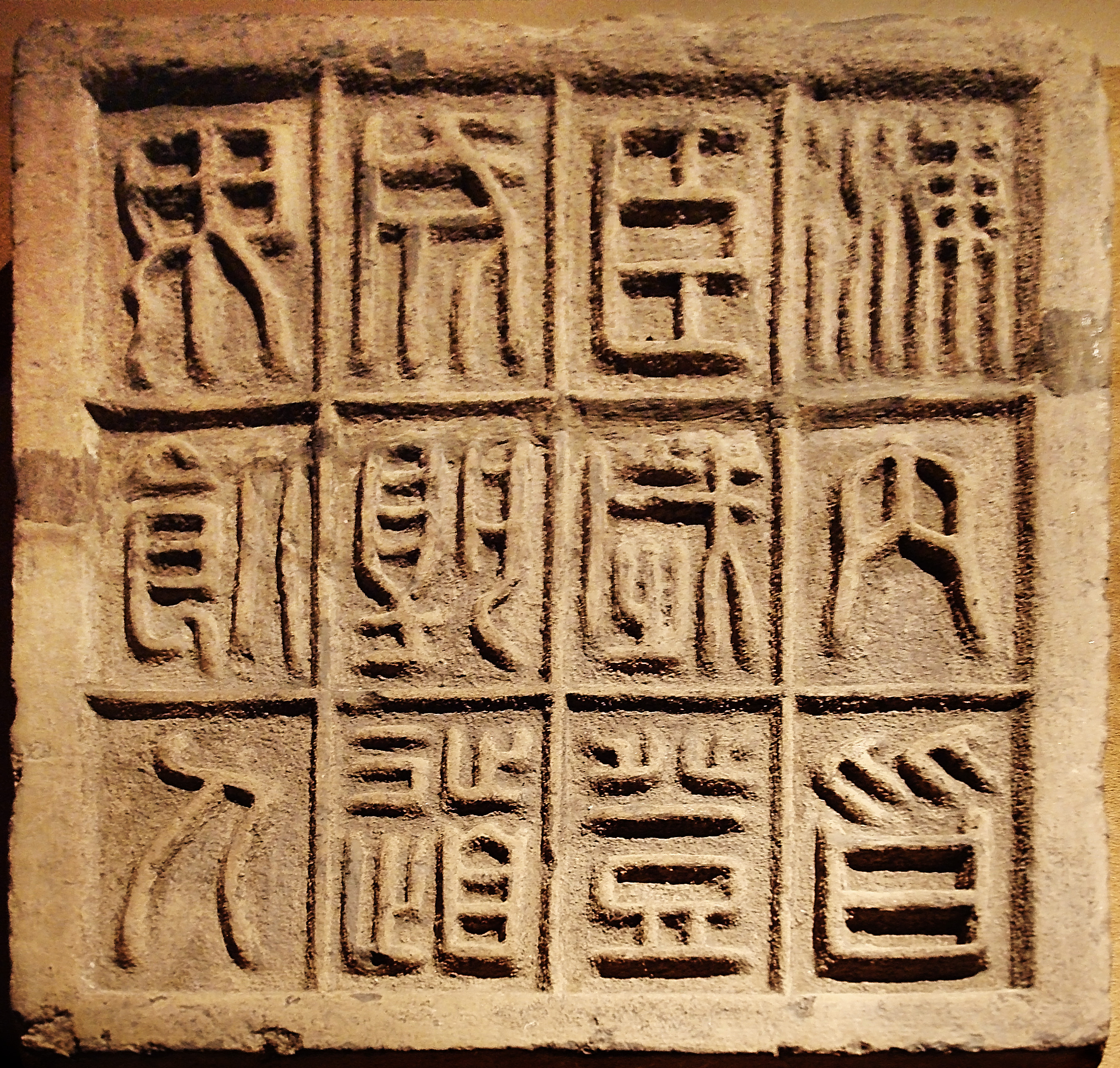
Stämpel med sigillskrift från Qindynastin (221 f.Kr.–206 f.Kr.)

Sigillskrift eller liten sigillskrift eller stämpelstil (篆书; 篆書; Zhuànshū) är en variant av kinesisk kalligrafi och en av de fem grundstilarna.
Efter att kejsar Qin Shi Huangdi enat Kina 221 f.Kr standardiserades skriften i landet av premiärminister Li Si. Med utgångspunkt av bronsskriften, stentrumstecken och stor sigillskrift skapades sigillskrift, också kallad liten sigillskrift, för de vanligaste tre tusen skrivtecknen.
Det som kännetecknar sigillskrift är att alla streck är jämntjocka och att alla tecken är lika stora. Det är hämmande och tidsödande att skriva med sigillskrift, vilket gjorde att ytterligare stilar såsom kanslistil och normalstil snabbt utvecklades. Även om sigillskriften inte var optimal för att skriva tidseffektivt har den levt kvar med upp och nergångar genom historien. Stilen fick ett uppsving under Qingdynastin (1644–1911), och mästare som Wu Changshuo (1844–1927) och Qi Baishi (1864–1957) producerade många verk i sigillskrift.
Sigillskrift används idag huvudsakligen i dekorativa sammanhang såsom konst, namnstämplar och logotyper.